# Willard Fiske

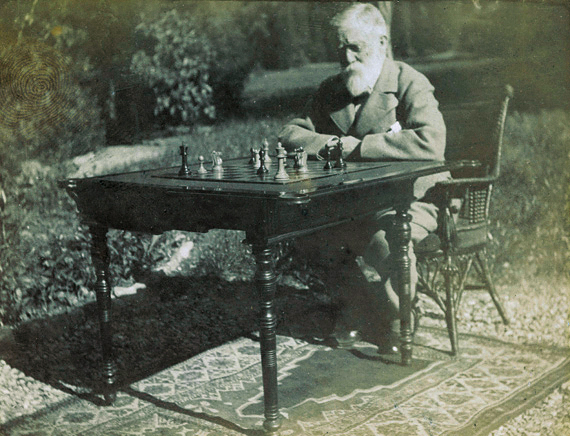
Fiske jouant aux échecs, v. 1900.

Daniel Willard Fiske (11 novembre 1831 – 17 septembre 1904) est un bibliothécaire et érudit américain, spécialiste de la culture islandaise et des échecs.

## Biographie
Willard Fiske nait le 11 novembre 1831 à Ellisburg (New York). Il étudie au Cazenovia College et commence ses études universitaires au Hamilton College en 1847. Il rejoint le Psi Upsilon mais est suspendu pour une farce étudiante à la fin de sa deuxième année. Il fait ses études à Copenhague et à l'université d'Uppsala. À son retour aux États-Unis, il exerce les fonctions de secrétaire général de la Société américaine de géographie et est l'éditeur du Syracuse Daily Journal.

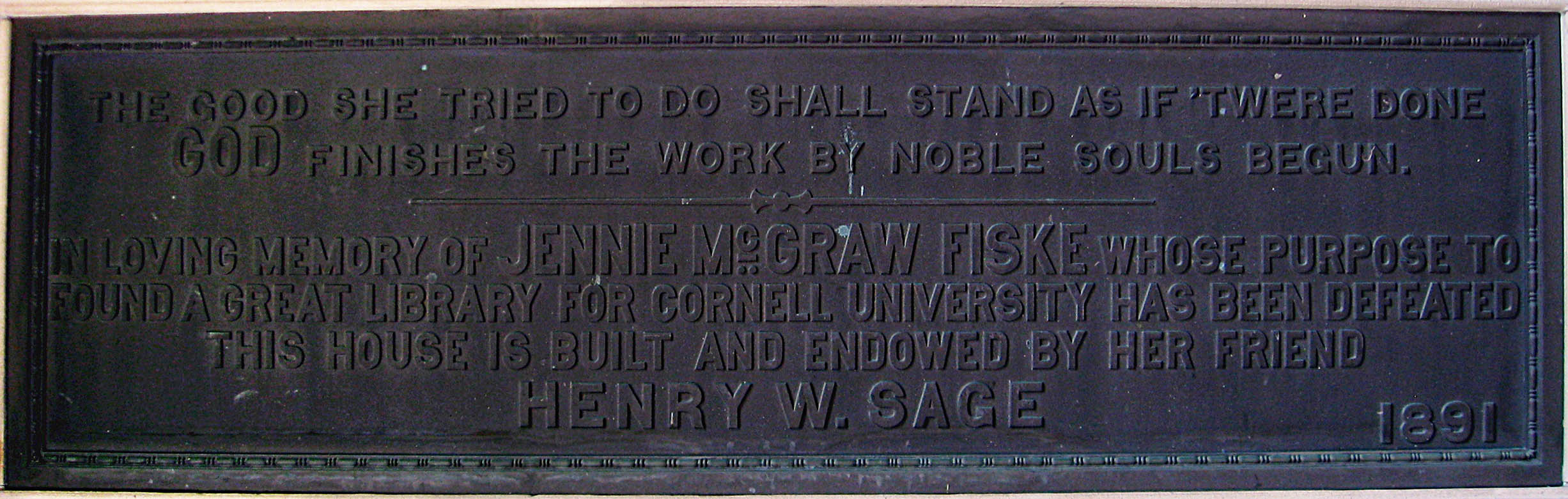
Plaque commémorative de dédicace sur la bibliothèque d'Uris faisant référence au don de Henry W. Sage en remplacement du legs de la succession de Jennie McGraw (« dont le but de fonder une grande bibliothèque pour l'Université Cornell a été emporté») après la résolution du Great Will Case.

En 1868, lors de l'ouverture de l'université Cornell à Ithaca (New York), il est nommé bibliothécaire universitaire et professeur de langues. Il se fait une réputation comme autorité dans le domaine des langues d'Europe du Nord, et en particulier de la culture et de la langue islandaises.
Grâce à un prêt d'Andrew Dickson White, à 48 ans, il prend un congé et part en Europe. Au cours de l'été 1879, il visite l'Islande pendant trois mois, voyageant sur l'île avec deux autres Américains et se faisant aimer des habitants en organisant des dons de livres en provenance d'Amérique. Il se rend à Rome en avril 1880 pour rejoindre Jennie McGraw, alors âgée de 40 ans, qu'il épouse en juillet 1880, à la légation américaine de Berlin. Jennie est la fille du magnat du bois John McGraw ; à sa mort en 1877, elle a hérité de 2,2 millions de dollars (60,5 millions de dollars d'aujourd'hui). Leur mariage est de courte durée : en septembre 1881, elle meurt de la tuberculose. La controverse sur le legs de son testament à Cornell implique Fiske dans l’affaire dite du Great Will Case,,. À la suite de sa résolution en mai 1890, il passe une grande partie de ses dernières années en Italie où il collectionne des manuscrits.
En 1880, il achète la Villa Gherardesca à Fiesole en Toscane, qu'il restaure et décore, y entreposant sa collection considérable de livres anciens. La villa abrite aujourd'hui le conservatoire de musique de Fiesole.
Il est aussi particulièrement intéressé par les échecs ; il participe à l'organisation du premier Congrès américain d'échecs en 1857 et écrit le livre du tournoi en 1859 ; il édite The Chess Monthly de 1857 à 1861 avec Paul Morphy. Son ouvrage scientifique, Chess In Iceland and in Islandic Literature (Florence, 1905), a été utilisé comme source par Harold Murray pour A History of Chess. Un autre manuscrit, Chess Tales and Chess Miscellanies (New York, 1912), également publié à titre posthume, est une anthologie couvrant la vie des échecs de l'époque, comprenant des articles sur Paul Morphy, les problèmes de Sam Loyd et l'histoire des échecs, y compris quelques fables.
Willard Fiske a fait don de milliers de volumes à l'université Cornell, y compris une édition 1536 de la Divine Comédie qu'il a achetée en avril 1892 et qu'il a fait envoyer directement à l'université. La Fiske Dante Collection est née de cette acquisition ; en 2005, elle comptait environ 10 000 volumes.
Willard Fiske meurt à Francfort-sur-le-Main, en Allemagne le 17 septembre 1904. Il est enterré à côté de son épouse Jennie McGraw Fiske dans la crypte de la chapelle Sage de l'université Cornell. À sa mort, il laisse un legs de 32 000 volumes, la Fiske Icelandic Collection, à l'université ainsi que les fonds qu'il avait reçus de la succession de Jennie.